# فریب (فیلم ۲۰۲۱)
فریب (به انگلیسی: Deception) فیلمی محصول سال ۲۰۲۱ و به کارگردانی ارنو دپلشن است. در این فیلم بازیگرانی همچون دنیس پودالیدس، لئا سیدو، آنوک گرینبرگ و امانوئل دوو ایفای نقش کرده‌اند.